# Taito Legends 2
Taito Legends 2 è un videogioco pubblicato nel 2006 per sistemi Windows, PlayStation 2 e Xbox. Esso è una raccolta di vecchi videogiochi arcade Taito di varie tipologie.

## Modalità di gioco
I videogiochi presenti nella raccolta sono quelli originali arcade e a parte qualche impostazione sono esattamente quelli in versione cabinato. In tutto sono disponibili 39 classici Taito.

## Videogiochi disponibili
- Alpine Ski
- Arabian Magic
- Balloon Bomber (versione PlayStation 2)
- Bonze Adventure
- Bubble Symphony (versione PC e Xbox)
- Cadash (versione PC e Xbox)
- Cameltry
- Chack'n Pop
- Cleopatra Fortune
- Crazy Balloon
- Darius Gaiden
- Don Doko Don
- Dungeon Magic
- Elevator Action Returns
- The Fairyland Story
- Football Champ
- Front Line
- G-Darius (versione PlayStation 2)
- Gekirindan
- Grid Seeker: Project Storm Hammer
- Growl
- Gun Frontier

- Insector X
- Kiki KaiKai
- Kuri Kinton
- The Legend of Kage
- Liquid Kids
- Lunar Rescue
- Metal Black
- Nastar
- Pop'n Pop (versione PC e Xbox)
- Puchi Carat
- Puzzle Bobble 2
- Qix
- Raimais
- RayForce (versione PC e Xbox)
- RayStorm (versione PlayStation 2)
- Space Invaders '95
- Space Invaders DX
- Super Space Invaders '91
- Syvalion (versione PlayStation 2)
- Violence Fight
- Wild Western